# Salto del Laja
Salto del Laja är ett vattenfall i Chile.   Det ligger i regionen Región del Biobío, i den södra delen av landet, 400 km söder om huvudstaden Santiago de Chile. Salto del Laja ligger 111 meter över havet.
Terrängen runt Salto del Laja är huvudsakligen platt. Salto del Laja ligger nere i en dal. Runt Salto del Laja är det ganska tätbefolkat, med 120 invånare per kvadratkilometer.. Det finns inga samhällen i närheten.
I omgivningarna runt Salto del Laja växer huvudsakligen savannskog.